# Chu quý nhân
Tấn Thành Đế Chu Quý nhân (chữ Hán: 晉成帝周貴人, ? - 363), là phi tần của Tấn Thành Đế - vị Hoàng đế thứ 7 của nhà Tấn trong lịch sử Trung Quốc. Bà là mẹ của 2 vị Hoàng đế liên tiếp Tấn Ai Đế và Tấn Phế Đế.
Trong lịch sử, bà được biết đến là người đầu tiên nhận danh vị Hoàng thái phi.

## Tiểu sử

### Sinh hai hoàng tử
Sử sách không nói rõ xuất thân, tên thật của Chu thị, cũng không biết bà nhập cung khi nào. Thời Tấn Thành Đế, Chu thị được Hoàng đế sủng ái, hạ sinh hai hoàng tử là Tư Mã Phi (tức Tấn Ai Đế) và Tư Mã Dịch (tức Tấn Phế Đế), do đó được bái lên làm Quý nhân.
Năm Hàm Khang thứ 8 (342), Chu thị sinh ra Tư Mã Dịch, thì liền tháng 6 (âm lịch) năm ấy Tấn Thành Đế băng thệ. Hai người con của Chu thị còn nhỏ, không được lập lên ngôi mà ngôi vị thuộc về em trai của Thành Đế là Lang Tà vương Tư Mã Nhạc, tức Tấn Khang Đế. Cùng năm ấy, Tư Mã Phi được tấn phong làm [Lang Gia vương; 琅琊王], bái Tán kỵ Thường thị (散骑常侍).
Năm Khang Nguyên thứ 2 (344), Tấn Khang Đế băng hà. Con trai duy nhất của ông là Tư Mã Đam kế vị, sử gọi Tấn Mục Đế. Theo lý, Tư Mã Phi là đường huynh của Mục Đế, lại là dòng trưởng, vẫn xứng đáng kế thừa Hoàng vị, nhưng dưới sự tác động của Hoàng thái hậu Chử Toán Tử cùng quyền thần Dữu Băng (庾冰) can thiệp, do đó Lang Gia vương Tư Mã Phi vô pháp kế vị. Năm Vĩnh Hòa thứ 12 (356), Tư Mã Phi thăng Trung quân Tướng quân (中军将军).

### Tấn tôn Hoàng thái phi
Năm Khai Bình thứ 5 (361), Tấn Mục Đế Tư Mã Đam băng. Hoàng thái hậu Chử Toán Tử hạ chiếu tôn Lang Gia vương Tư Mã Phi lên ngôi, sử gọi là Tấn Ai Đế.
Vào lúc nào, triều thần tranh nghị tôn phong danh hiệu cho Chu Quý nhân. Khi ấy, Chử Thái hậu vẫn đã là Hoàng thái hậu, không thể thay đổi, vị trí độc tôn. Bên cạnh đó, do Quý nhân Chu thị vốn không phải Hoàng hậu triều trước, nên triều thần đề nghị cũng không được tôn làm Hoàng thái hậu để tránh loạn đích thứ. Trong quá trình thương nghị, Thái úy Hoàn Ôn đề nghị tôn Chu thị làm [Phu nhân; 夫人], còn Thượng thư bộc xạ Giang Bân (江虨) nghị xin tôn làm [Thái phu nhân; 太夫人]. Tấn Ai Đế đều không nghe, xuống chiếu tôn mẫu thân Chu thị làm [Hoàng thái phi; 皇太妃], ban cho nghi phục giống với Chử Thái hậu.
Năm Hưng Ninh nguyên niên (363), Hoàng thái phi Chu thị mất, không rõ bao nhiêu tuổi, thụy hiệu là Chương Hoàng thái phi (章皇太妃).